# Derek Warfield
Derek Warfield (nascut el 15 de setembre de 1943) és un cantant, compositor i historiador irlandès, i membre fundador del grup musical The Wolfe Tones.

## Carrera
Derek Warfield és cantant, compositor, intèrpret de mandolina i membre fundador dels The Wolfe Tones, amb la qual ha actuat més de 37 anys. Ha escrit i gravat més de 60 cançons i balades. The Foggy Dew va ser el primer dels 16 àlbums gravats pels The Wolfe Tones (1964) mentre que el popular Sing Out For Ireland (1987) va ser l'últim àlbum d'estudi on van estar presents els quatre membres.
Un àlbum en solitari, Legacy, va ser llançat en 1995 i va seguir amb Liberte '98, Sons of Erin, Take Me Home To Mayo i Clear The Way. Warfield també té un video, Legacy, i dos llibres, The Songs and Ballads de 1798 i The Irish Songster of the American Civil War.
Warfield ha realitzat la seva música i cançons als esdeveniments i commemoracions de la Guerra Civil Americana en llocs com Gettysburg, Sharpsburg i Harrisburg amb la seva banda, The Sons of Erin. El llançament de Clear the Way, el 2002, és el segon de la seva sèrie sobre cançons irlandeses de la Guerra Civil.
La balada "Take Me Home to Mayo", escrita per Belfastman Seamus Robinson com a homenatge a Michael Gaughan, va ser gravada com a duo amb l'irlandès nord-americà Andy Cooney i és el títol d'un altre llançament de Warfield de 2002.
El març de 2006, Warfield va publicar el seu nou àlbum en solitari, un CD de 36 cançons amb cançons irlandeses.
Actualment, Warfield actua amb la seva nova banda, Derek Warfield and The Young Wolfe Tones.